# Salem Al-Harsh
Salem Al-Harsh, né le 6 mars 1986 au Yémen, est un joueur de football international yéménite, qui évolue au poste de gardien de but.

## Biographie

### Carrière en sélection
En janvier 2019, il est retenu par le sélectionneur Ján Kocian afin de participer à la Coupe d'Asie des nations, organisée aux Émirats arabes unis. C'est lors de cette compétition qu'il reçoit sa première sélection en équipe du Yémen, le 16 janvier, face au Viêt Nam (défaite 2-0).